# Punkt G

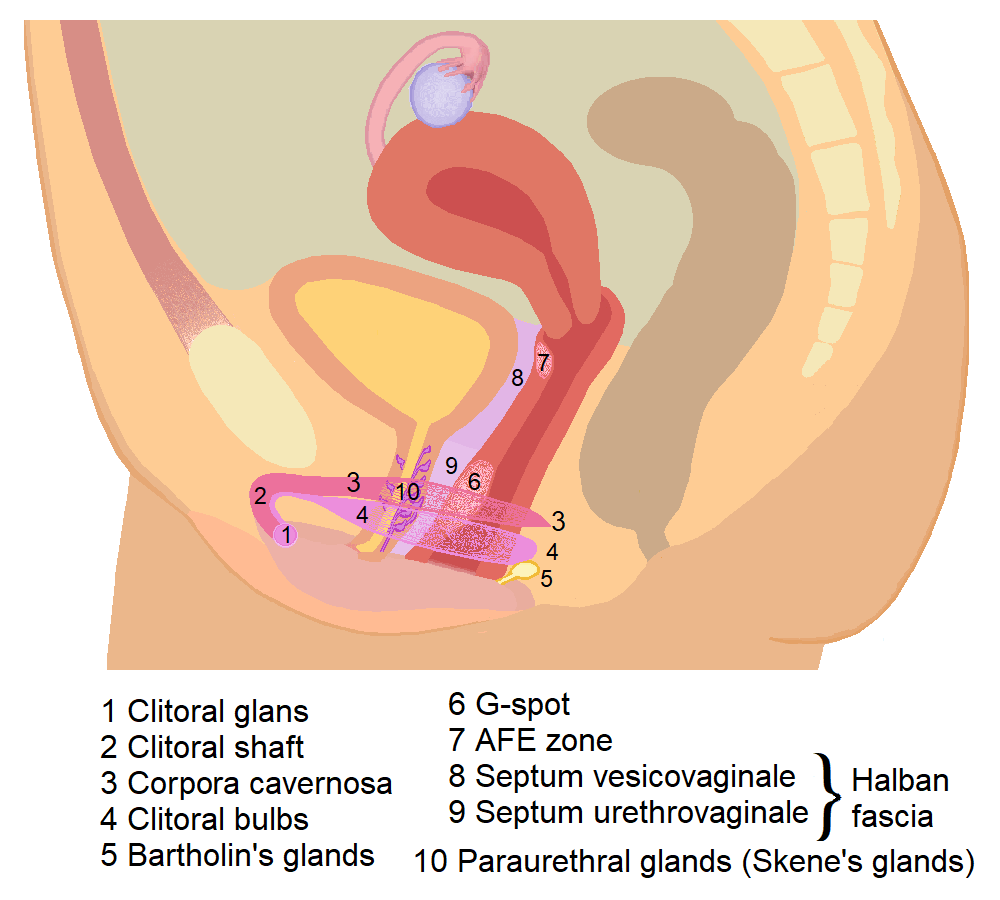
Żeński układ rozrodczy – punkt G jest oznaczony numerem 6

Punkt G (punkt Gräfenberga) – obszar uważany za jedną z najwrażliwszych stref erogennych ciała kobiety. John Perry i Beverly Whipple nazwali go tak na cześć niemieckiego lekarza Ernsta Gräfenberga, który opisał go po raz pierwszy w 1957 roku. Punkt ten ma znajdować się na przedniej ścianie pochwy (ok. 5 cm od wejścia) i być wielkości 1,5 × 2 cm, a jego stymulacja ma prowadzić do orgazmu. Większość badaczy utożsamia go z występującym u niektórych kobiet fragmentem ściany pochwy unerwianym przez nerw sromowy. Według innych definicji jest to punkt nerwowy, w którym nerw przechodzi bardzo blisko cewki moczowej.

## Historia badań nad punktem G
Po raz pierwszy temat ten został poruszony w 1956 przez Gräfenberga, ale jego badania miały charakter spekulatywny i opierały się na doniesieniach dotyczących niewielkiej próby pacjentek. Tematu tego nie podejmowano w gronach naukowych aż do roku 1981, kiedy to J. D. Perry i B. Whipple opublikowali dwa artykuły na temat niewielkiej przestrzeni nazwanej przez nich punktem G. Jej stymulacja miała początkowo powodować odczucie parcia moczu, a następnie pobudzenie seksualne. Przedstawili oni także swoją koncepcję w popularnej książce w roku 1982, co spopularyzowało ideę punktu G. Na podstawie badań z 2004 roku przeprowadzonych przez Shafika wysnuto także stwierdzenie o tym, że punkt G może mieć odmienną strukturę niż dotychczas sądzono. To znaczy, być może nie jest on skupiskiem nerwów czuciowych, a generuje potencjał czynnościowy powodujący w konsekwencji skurcz cewki moczowej.
Obecne badania zdają się podawać w wątpliwość istnienie punktu G lub przynajmniej przychylać się do stwierdzenia, że nie wszystkie kobiety go mają.

## Punkt G u mężczyzn
Za punkt G u mężczyzn uważa się gruczoł krokowy (prostatę).